# Abtenau
Abtenau è un comune austriaco di 5 927 abitanti nel distretto di Hallein, nel Salisburghese; ha lo status di comune mercato (Marktgemeinde).

## Storia

### Simboli
Lo stemma è stato concesso il 2 agosto 1930 e raffigura il patrono della parrocchia, san Biagio. Abtenau ricevette i diritti di comune mercato all'inizio del XVI secolo e probabilmente in quell'occasione si dotò di un sigillo e di uno stemma. La prima testimonianza documentata dell'uso dello stemma con san Biagio risale al 1592.